# Angela Gossow

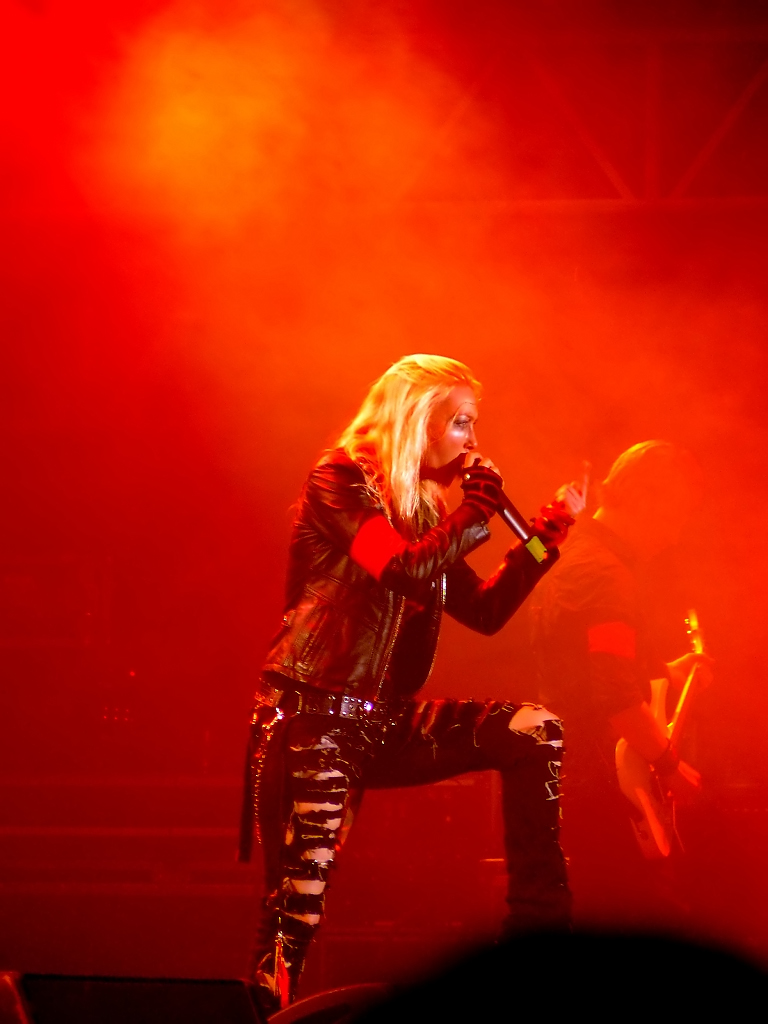
Angela Gossow (Masters of Rock 2009 ve Vizovicích)

Angela Nathalie Gossow (* 5. listopadu 1974, Kolín nad Rýnem, Německo) je bývalá death metalová zpěvačka, žurnalistka a současná manažerka kapely Arch Enemy. Od roku 2000 do března 2014 účinkovala se švédskou kapelou Arch Enemy. Předtím vystupovala se skupinami Asmodina a Mistress. Je jednou z mála death-metalových zpěvaček. Největší vliv na ni měli Jeff Walker, David Vincent, Chuck Billy, John Tardy a Chuck Schuldiner. Jelikož je proti krutosti, které je pácháno masným průmyslem na zvířatech, je už od dětství přísnou vegankou.

## Kariéra
K Arch Enemy se připojila v listopadu 2000, po odchodu bývalého zpěváka jménem Johan Liiva. Toho času udělala pro jeden německý webzine rozhovor s Michaelem Amottem (kytarista Arch enemy). Během rozhovoru mu Angela dala demo, které označila jako "nekvalitní videonahrávku vystoupení z klubu". Když se kapela zbavila zpěváka, pozvali si ji na konkurs. Amott říká, že ostatní účastníci neměli proti ní šanci. Se skupinou vystupovala do roku 2014, kdy ji nahradila její dobrá kamarádka Alissa White-Gluz, do té doby zpívající v kapele The Agonist. Angela nadále zůstává v Arch Enemy v roli manažerky. V roli manažerky se ujme i připravované sólové desky Alissy, která vyjde v roce 2017 pod názvem Alissa.

## Diskografie
- Arch Enemy
  1. Wages of Sin (2001)
  2. Burning Angel (2002, EP)
  3. Anthems of Rebellion (2003)
  4. Dead Eyes See No Future (2004, EP)
  5. Doomsday Machine (2005)
  6. Live Apocalyse DVD (2006)
  7. Revolution Begins (2007, EP)
  8. Rise of the Tyrant (2007)
  9. The Root of All Evil (2009)
  10. Khaos Legions (2011)

- Amaranthe
  1. Do or Die (2020)